# دار عم الطيب للفن المعاصر
دار عم الطيب للفن المعاصر هو متحف تونسي تأسس في 2005 ويقع في سوسة.

أسس هذا المتحف الخاص الرسام والنحات الطيب بلحاج أحمد، ويستمد اسمه منه، ويقدم مجموعة من كبيرة جدا من القطع التشكيلية والمنحوتة والمرسومة من عدة مواد مثل النحاس والحجر والرخام والفولاذ والمطاط والخشب والقش والسيراميك، ذات أشكال غريبة من صنف الفن المعاصر.